# 中谷健太朗
中谷 健太郎 (なかや けんたろう) は日本のナレーター、MC、リングアナウンサー、実演販売士。INSPIONエージェンシーと業務提携。

## 来歴
2001年より総合格闘技ZSTで影アナを勤めたのを皮切りにGROUNDSLAM、巌流島等を経て、現在はGRACHAN、KROSS×OVER、EXFIGHTにてリングアナウンサーを務める。
声優として映画『エレファント』(エリック役。名前の「朗」は誤字)、ナレーターとしては世田谷自然食品のCMナレーターを10年以上務める。